# Му-цзун (династия Ляо)
Му-цзун (19 сентября 931 — 12 марта 969), китайское личное имя Елюй Цзин, киданьское имя Елюй Шулюй — 4-й император киданьской династии Ляо. Старший сын второго императора Ляо Тай-цзуна. Занял престол после своего двоюродного брата Ляо Ши-цзуна, после его убийства в 951.

## Вступление на престол
Шулюй был одним из кандидатов на престол после смерти его отца Яогу, но армия поддержала Ши-цзуна, поскольку Шулюй был малолетен. В 939 году был пожалован титулом Шоуань-вана.
На момент убийства Ши-цзуна занимала пост Шоуань-вана. Главный из князей-заговорщиков Елюй Чагэ, сын Аньдуаня, сам хотел стать императором и сразу после убийства Ши-цзуна стал любоваться походной казной. Его жена заявила, что пока жив Шулюй и Елюй Учжи, возглавлявший партию сторонников Яогу, Чагэ власти не видать. Учжи поменялся одеждой с каким-то киданем и бежал от охраны Чагэ. Он быстро созвал совет киданьских командиров. Шулюй был не в основном лагере и узнав об убийстве Ши-цзуна, бежал. Вскоре брат Учжи — Елюй Чжун нашёл его и привёл к Учжи. Тот уговорил Шулюя стать императором.
Утром Шулюй и Учжи с войсками окружили лагерь заговорщиков. Чагэ убил вдову Ши-цзуна. Его сообщники стали по одному перебегать к Шулюю. Елюй Диле, желая спастись от обвинения в соучастии, уговорил Чагэ пойти на переговоры. Диле вернулся с верными воинами и захватил Чагэ живым. Чагэ был медленно порезан на куски, его сыновья были убиты. Шулюй объявил себя императором Му-цзуном.
Среди недостатков нового императора, что роднило его с предшественником, была любовь к ночным пирам. Обычно он просыпался только после полудня, поскольку ложился спать утром после ночных возлияний. Также любил охоту. По нраву был капризен и жесток. С годами негативные черты его характера только усиливались. В частности, он приказывал своим амбаням удерживать его, когда он в запальчивости приказал казнить не только виновных, но и простых соучастников неповинных смерти.
В 958 году ван Елюё Диле и чиновник строительного ведомства Хайсы задумали заговор. Му-цзун вовремя приказал арестовать их, но казнить не стал.

## Внутренняя политика
Му-цзун был обязан престолом Елюю Учжи и хотел отблагодарить ему отдав всё имущество казнённых заговорщиков, но тот отказался. На похороны Ши-цзуна прибыли послы из Хань, Чжоу, Южной Тан, которым было позволено произвести поминки по китайскому, а не киданьскому обряду. Правление начал с масштабных чисток двора, сменив многих министров. Опасался как представителей правящего рода Елюй, так и семьи своей матери Сяо.
Послы Южной Тан доставили, в начале 952 года, тайное послание, запечатанное в восковом шарике и доставили 10 000 комплектов знаменитой южно-китайской брони из кожи носорога, чем дали понять, что рассчитывают на совместные действия против Чжоу.
В июне 952 императору принесли письмо, написанное одним из его дядьёв императору Чжоу, где было сказано, что «Му-зун всё время пьян и не амбициозен». Император казнил своего дядю. В следующем месяце было раскрыто восстание Елюя Лого (двоюродного брата Му-цзуна), участники казнены.
В октябре 953 года был раскрыт очередной заговор нескольких офицеров, во главе с родным братом Му-цзуна. Все участники были казнены, кроме брата, который был посажен в темницу. В ноябре 959 другой брат поплатился свободой по той же причиной, рядовые участники были казнены.
В 957 году к императору явилась шаманка Сяогу и преподнесла лекарство дарующее долголетие. Му-цзун догадался, что дело нечисто. Оказалось, лекарство делалось из человеческой желчи для чего шаманка убивала много людей. Му-цзун не стал брать лекарство, но выдал шаманку и её расстреляли из луков. Осенью 957 года император забросил государственные дела и уехал в горы на охоты.
В 960 году был разоблачён заговор Лиху и его сына Сииня. Лиху был арестован и умер в тюрьме.
В 961 году Му-цзун утвердил календарь составленный придворным астрономом.
В 962 году в Ляо случилась засуха.
В 964 году восстало племя хуантоу-шивэй. Му-цзун всё больше пьянствовал и не занимался государственными делами. Вскоре восстали племена угу попытки местных киданьских властей усмирить их закончились разгромом киданьского войска.
В 966 случилась новая, ещё более продолжительная засуха.

## Отношения с китайскими династиями
Поздняя Чжоу готовилась вернуть себе контроль над Северным Китаем, захваченный киданями в начале века. Видя шаткость положения Му-зуна чжоусцы ждали подходящего момента. С другой стороны Северная Хань, рассчитывала оставаться под протекторатом киданей, что по крайней мере гарантировало её независимость.
Чжоусцы сами начали военные действия, напав в начале лета 953 года на Ичжоу (в районе нынешнего Лайюань), но были отбиты ляоским наместником Диле. Вторая половина этого года была омрачена смертью вдовствующей императрицы Шулюй, вдовы основателя Ляо Абаоцзи. Она умерла 1 августа и была похоронена с титулом Чжэнь-ле Ин-тянь Да-мин ди хуанхоу. Из-за траура император на некоторое время воздержался от государственных дел.
В 954 году умер император Чжоу Го Вэй, ему наследовал приёмный сын Чай Жун ставший императором Ши-Цзуном. Власти Хань испугались скорого вторжения чжоусцев и попросили Ляо о помощи. Император отправил Елюя Дилу с войсками для поддержки. Летом города Хань Синьчжоу и Дайсянь откололись и перешли в чжоуское подданство. Му-цзун отправил на усиление Дилу. Чжоуские войска воспользовались моментом и начали наступление. Ханьские войска умышленно не стали оказывать сопротивления. Хотя под командованием чжоуских генералов Фу Янцина и Го Цунъи находились лучшие войска, кидани напали на них в горном проходе и разбили. Восставшие города были возвращены Хань. Ляоские войска поживились добычей и на ханьской земле, но по настоянию ханьских послов, Му-цзун приказал вернуть всё награбленное.
В 955 году умер император Хань Чжиюань и на престол вступил Лю Чэнъю. Му-цзун утвердил нового императора. В середине следующего, 956 года прибыло ханьское посольство для обсуждения совместных военных действий против Чжоу.
В 958 году наместник Пекина Сяо Сывэнь напал на пограничные области Чжоу. Му-цзун был доволен и наградил Сывэня.
В 959 году Чжоу начала наступление в районе 16-ти округов. Император Му-цзун переместил армию в Южную столицу (ныне Пекин) и назначил Сяо Сывэня главнокомандующем. Чжоусцы взяли у Ляо три заставы. Летом Чжоу захватила Инчжоу и Мочжоу. Му-цзун лично выступил с армией из Пекина, но чжоусцы повернули назад. Ляосцы вернули себе некоторые маловажные селения.
Смерть императора Чжоу Чай Жуна предотвратила дальнейшее разрастание конфликта. На престол Чжоу вступил Чай Цзунсюнь.
В 960 году Чжао Куанъинь сверг безвластного императора Чжоу и основал империю Сун. Сун стало первым стабильным политическим образованием Китая после распада империи Тан. Началось собирание земель Китая. Уже в середине года сунские войска напали на Шичжоу. Кидани 4 племён и китайские войска Сяо Сывэня совместно обороняли район.
Му-цзун предпочёл заключить мир с Сун, который продлился до его смерти. Было заключено также и торговое соглашение. Мирные отношения между Ляо и Сун не могли быть особо крепкими, поскольку кидани до сих пор занимали стратегический регион 16-ти округов и контролировали Северную Хань.

## Смерть
Му-цзун, как и его предшественник, был алкоголиком. Поскольку значительную часть дня он проводил в пьяном состоянии, его прозвали «спящий император». Иногда он приказывал казнить кого-нибудь без причины. В 960 году он без особой причины забил серебряным жезлом насмерть своего слугу. В 964 он забил насмерть другого слугу. От пьянства император не различал дней и ночей. Другим его развлечением была охота. Характер императора становился непредсказуемым: своих любимцев он награждал за мнимые заслуги, как например вылов первой утки на охоте, других слуг казнил и убивал сам за малейшие проступки, других приказывал пытать. Он убил около 70 человек ухаживающих за его охотничьими собаками и птицами за то что они недостаточно хорошо следили за животными.
Незадолго до смерти император говорил слуге, что его противозаконные приказы отданные во время пьянства не должны исполняться.
В феврале 969 император выехал на охоту в Хуайчжоу. Он добыл медведя и напился вместе со своими слугами, после чего вернулся в палатку. Проснувшись после полуночи, он стал звать слуг, чтобы ему принесли поесть. Поскольку все спали, Му-цзун рассвирепел и решил убить повара, но отложил дело до утра. Напуганный повар проснулся и, позвав на помощь шесть других слуг, пробрался в императорский шатёр. Они убили Му-цзуна.